# Elyon
Elyon (en hebreu bíblic עליון'), és un epítet del Déu d'Israel a la Bíblia hebrea i que se sol traduir com Déu Altíssim.
El terme també es fa servir vulgarment, fent referència simplement a la posició dels objectes, per exemple, s'aplica a una cistella en Gènesi 40:17, o una càmera en l'Ezequiel 42:5.
El crític i estudiós rabí Abraham Geiger va afirmar que Elyon era una paraula d'origen tardà, que data de l'època dels Macabeus. No obstant això, el seu ús en tauletes d'Ugarit (moderna Ras Shamra', Síria) ha demostrat que és pre-Mosaic.